# The Script of Both Elements
The Script of Both Elements je debutové album skupiny Notes From Prague, které vyšlo pod labelem Sub Beats roku 2002.
Obsahuje 20 tracků, z nichž se některé nahrávaly ve studiu Jižák. Název The Script of Both Elements – v překladu "spis obou elementů" odkazuje na prvky skateboardingu a hip hopové kultury. Americký rapper Antwi se na albu podílel svými texty. Na produkci spolupracovali bratři David a Michal Chvátalové. Scratche doplnil DJ Negative.

## Zajímavosti
Jedná se o klasické rapové album. Většina instrumentálních skladeb byla tvořena manuálně ze samplů. Až na několik výjimek natočených ve studiu Jižák byl rap nahrán na mikrofón videokamery, což je zdokumentováno i ve videu Praha 2000. Deska zároveň slouží jako neoficiální soundtrack k tomuto videu.

## Seznam skladeb (CD)
1. Intro / The Underground
2. Notes From Prague
3. Summer Chill
4. Contemplation
5. Innersoul
6. Future vs. Past
7. P.R.A.G.U.E.
8. Skit
9. That's Me…
10. Heist Dog
11. Orien Bounce
12. City Crime
13. Police Attack
14. Can't Take It
15. Personal
16. The Original One
17. Jurney
18. Raggamufin Change
19. Outro / Above The Surface
20. Orien Bounce (DJ Wich RMX)